# 세종충남대학교병원
세종충남대학교병원(世宗忠南大學校病院)은 세종특별자치시에 위치한다. 충남대학교 의과대학 부속 종합병원이다.

## 같이 보기
- 충남대학교
- 충남대학교병원
- 대한민국의 의과대학